# Statsrådets svenska språknämnd
Statsrådets svenska språknämnd, är en koordinerande instans i frågor som gäller de statliga myndigheternas svenska språkbruk i Finland.
Nämndens uppgift är att arbeta för ett tydligt och begripligt svenskt lag- och förvaltningsspråk i Finland, ta initiativ och företa åtgärder för att förbättra de statliga myndigheternas språkbruk. Språknämnden uppfyller sina uppgifter genom att bland annat koordinera laggransknings- och översättningsverksamheten när det gäller skrivregler, uttryck, stilfrågor och termer. Språkvårdsorganet ger även ut handboken Svenskt lagspråk i Finland (SLAF), och lämnar nödig upplysning samt informerar på olika sätt om sin verksamhet, bland annat genom informationsbladet Språkråd.   
Statsrådets svenska språknämnd består av en ordförande och en vice ordförande, samt högst sex andra medlemmar. Nämndens medlemmar förordnas av statsrådet för tre år i taget.  

## Bakgrund
År 1960 tillsatte statsrådet i Finland en nämnd med uppgift att överväga åtgärder för att undanröja språklig inexakthet och styvhet i översättningar från finska till svenska samt för att förenhetliga svenskan i allmänna handlingar. Medlemmarna i nämnden utsågs på obestämd tid, och några närmare bestämmelser om uppgifterna och arbetsmetoderna gavs inte. För att effektivisera nämndens verksamhet föreslogs 1988 att ett nytt beslut skulle utfärdas om statsrådets svenska språknämnd. Genom det nya beslutet blev nämnden ett permanent språkvårdsorgan med fasta arbetsformer och preciserade uppgifter. 